# Porter Wagoner
Porter Wayne Wagoner (n. 12 de agosto de 1927-28 de octubre de 2007) fue un cantante de música country estadounidense. Él era conocido por sus llamativos trajes. En los años 1960 contrató a una joven Dolly Parton para que cantara en su programa televisivo, con quien realizó duetos exitosos hasta comienzos de los años 1970.

## Biografía

### Primeros años
La primera banda en la que trabajó Wagoner fue The Blue Ridge Boys, la cual interpretaba canciones en la estación de radio KWPM-AM. En 1951 fue contratado por "Si" Simanla para que actúe en la estación KWTO-AM en Springfield, Misuri. Esto ayudó a que la discográfica RCA Records lo contratara.
Después se trasladó a Nashville, Tennessee para actuar en el show Grand Ole Opry, en 1957.

### Grandes éxitos
Entre los éxitos de Porter se hallan "Satisfied Mind" (#1, 1955), “Misery Loves Company” (#1, 1962), “I've Enjoyed As Much of This As I Can Stand” (#7, 1962–1963), “Sorrow on the Rocks” (#5, 1964), “Green, Green Grass of Home” (#4, 1965), “Skid Row Joe” (#3, 1965–1966), “The Cold Hard Facts of Life” (#2, 1967), y “The Carroll County Accident” (#2, 1968–1969).

### The Porter Wagoner Show
Su programa televisivo sindicado, llamado The Porter Wagoner Show, se emitió desde 1960 hasta 1981. El elenco estuvo conformado por los cómicos Curly Harris y Speck Rhodes, el cantante Mel Tillis y la cantante Norma Jean Beasler, desde 1960 hasta 1967, luego reemplazada por Dolly Parton, desde 1967 hasta 1974.

## Influencia
En Stone Ocean, la sexta parte del manga japonés JoJo's Bizarre Adventure, el stand perteneciente a Bebé Verde se llama Green, Green Grass of Home, en alusión a una canción del artista.